# Hradec Králové-i kerület
Koordináták: é. sz. 50° 25′ 27″, k. h. 15° 53′ 48″50.424167°N 15.896667°E
Hradec Králové-i kerület (csehül Královéhradecký kraj) közigazgatási egység Csehország északi részén. Székhelye Hradec Králové. Lakosainak száma 547 903 fő (2005).
Délről az óramutató járásával megegyező irányba a Pardubicei kerület, a Közép-Csehországi kerület és a Libereci kerület határolja. Északi határán Alsó-Sziléziai vajdasággal (Lengyelország) szomszédos.
A kerület területén fekszik Csehország legmagasabb pontja, az 1602 méter magas Sněžka.

## Járások
2005. január 1-től, a legutóbbi kerülethatár módosítás óta területe 4758 km², melyen 5 járás osztozik:
| Név (Cseh név)                                          | Jel | Székhely            | Népesség (fő) | Terület (km²) | Népsűrűség (fő/km²) | Községek száma |
| ------------------------------------------------------- | --- | ------------------- | ------------- | ------------- | ------------------- | -------------- |
| Hradec Králové-i járás (Okres Hradec Králové)           | HK  | Hradec Králové      | 161 584       | 891,62        | 181                 | 104            |
| Jičíni járás (Okres Jičín)                              | JC  | Jičín               | 79 128        | 886,63        | 89                  | 111            |
| Náchodi járás (Okres Náchod)                            | NA  | Náchod              | 112 529       | 851,57        | 132                 | 78             |
| Rychnov nad Kněžnou-i járás (Okres Rychnov nad Kněžnou) | RK  | Rychnov nad Kněžnou | 79 070        | 981,78        | 81                  | 80             |
| Trutnovi járás (Okres Trutnov)                          | TU  | Trutnov             | 120 539       | 1 146,78      | 105                 | 75             |

## Legnagyobb települések

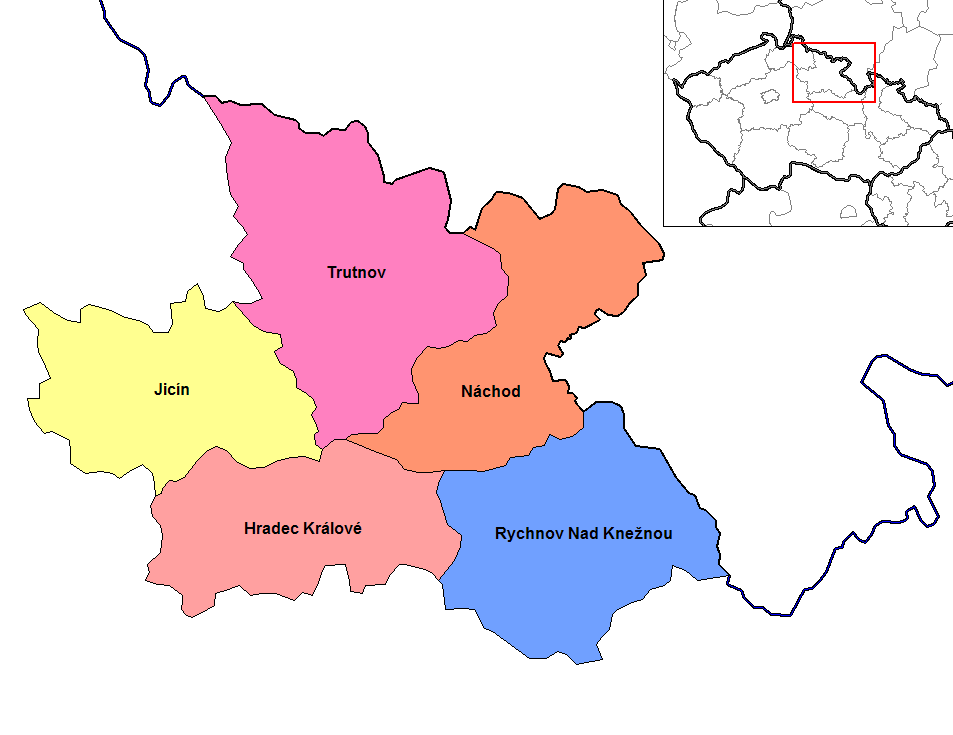
A Hradec Králové-i kerület járásai

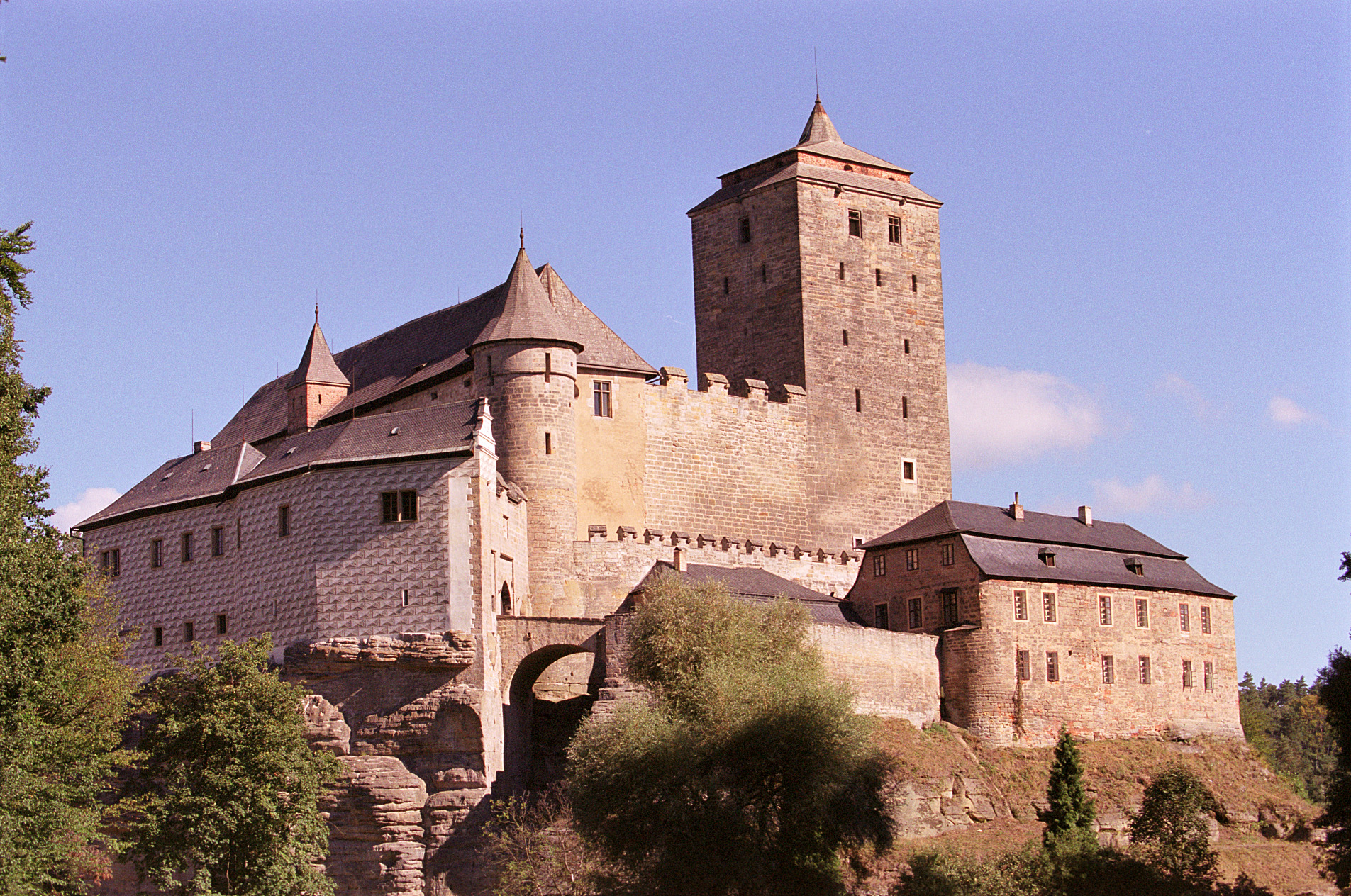
Kost vára

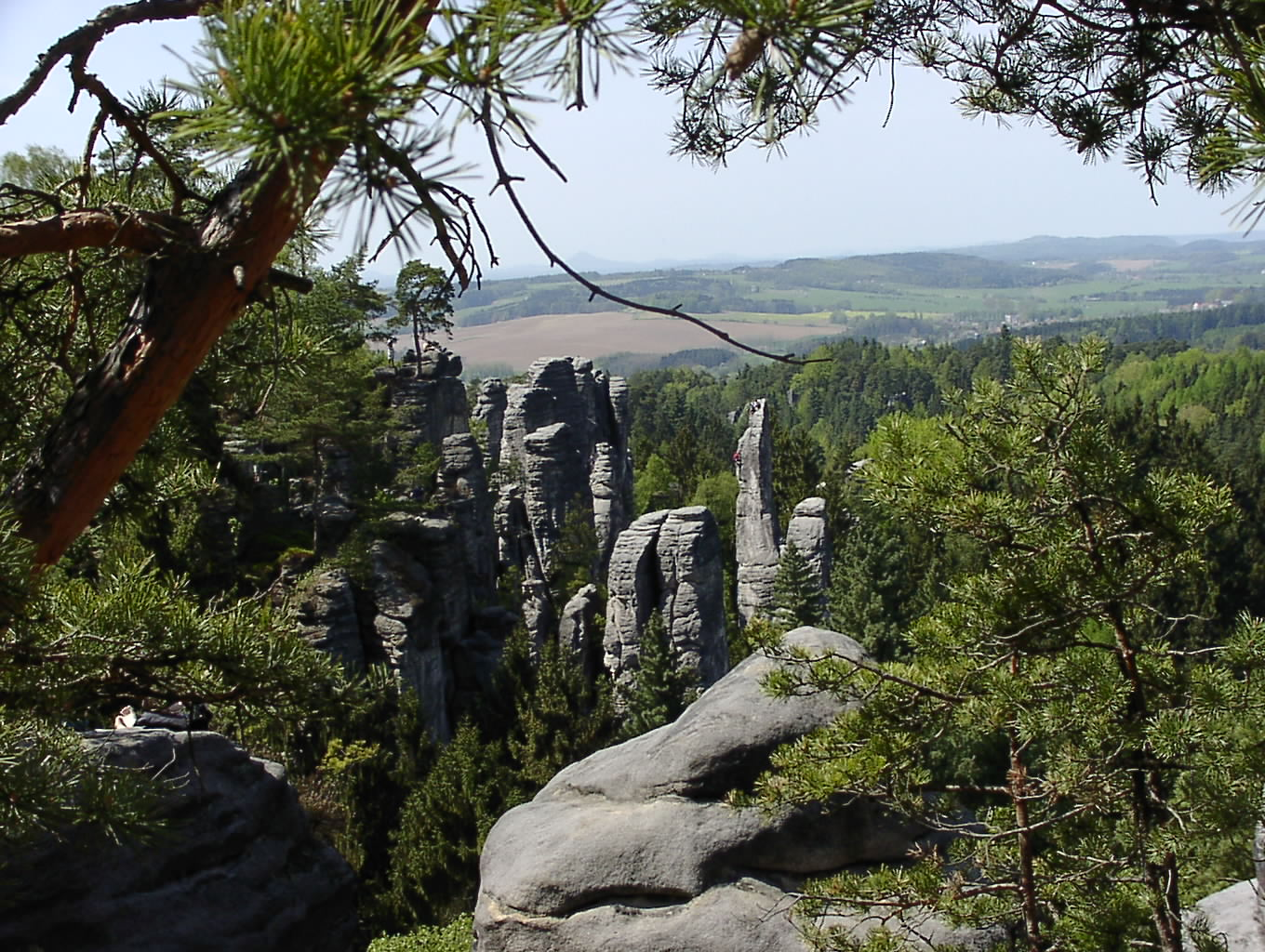
A prachovi sziklák a Cseh Paradicsomban

| Név                     | Lakosság (fő, 2005. december 31.) |
| ----------------------- | --------------------------------- |
| Hradec Králové          | 94.431                            |
| Trutnov                 | 31.195                            |
| Náchod                  | 21.079                            |
| Jičín                   | 16.253                            |
| Dvůr Králové nad Labem  | 16.111                            |
| Vrchlabí                | 13.065                            |
| Jaroměř                 | 12.767                            |
| Rychnov nad Kněžnou     | 11.672                            |
| Nové Město nad Metují   | 10.054                            |
| Nová Paka               | 9.263                             |
| Hořice                  | 8.811                             |
| Červený Kostelec        | 8.419                             |
| Broumov                 | 8.136                             |
| Nový Bydžov             | 7.126                             |
| Dobruška                | 7.033                             |
| Hronov                  | 6.488                             |
| Týniště nad Orlicí      | 6.303                             |
| Kostelec nad Orlicí     | 6.159                             |
| Úpice                   | 5.927                             |
| Třebechovice pod Orebem | 5.796                             |
| Česká Skalice           | 5.429                             |
| Chlumec nad Cidlinou    | 5.313                             |

## Fordítás
- Ez a szócikk részben vagy egészben  a   Hradec Králové Region című angol Wikipédia-szócikk ezen változatának fordításán alapul.  Az eredeti cikk szerkesztőit annak laptörténete sorolja fel. Ez a jelzés csupán a megfogalmazás eredetét és a szerzői jogokat jelzi, nem szolgál a cikkben szereplő információk forrásmegjelöléseként.
- Ez a szócikk részben vagy egészben  a   Královéhradecký kraj című cseh Wikipédia-szócikk ezen változatának fordításán alapul.  Az eredeti cikk szerkesztőit annak laptörténete sorolja fel. Ez a jelzés csupán a megfogalmazás eredetét és a szerzői jogokat jelzi, nem szolgál a cikkben szereplő információk forrásmegjelöléseként.